# Служба государственной безопасности Грузии
Служба государственной безопасности Грузии (ранее — Министерство государственной безопасности) — спецслужба Грузии, занимающаяся обеспечением национальной безопасности, контрразведкой, антикоррупционной и антитеррористической деятельностью.
Служба государственной безопасности (СГБ) контролируется парламентом и правительством. Основные функции СГБ — выявление, пресечение и расследование относящихся к её компетенции преступлений, а также анализ ожидаемых угроз, рисков и вызовов, защита конституционного строя, суверенитета, территориальной целостности, научно-экономического и военного потенциала Грузии от противоправных действий спецслужб иностранных государств и отдельных лиц. В функции спецслужбы входят обеспечение экономической безопасности страны и борьба с терроризмом.
Глава Службы госбезопасности по представлению правительства избирается парламентом сроком на шесть лет не более чем на два срока. С 17 октября 2019 года главой СГБ является Григол Лилуашвили.

## История
МГБ Грузии — преемник КГБ ГССР, структурного подразделения КГБ СССР.
Указ Президента Республики Грузия Звиада Гамсахурдиа от 16 ноября 1991 года и Постановление Верховного Совета Республики Грузия от 25 ноября 1991 года преобразовали КГБ Грузинской ССР в Государственный департамент национальной безопасности (ГДНБ); с 29 ноября 1991 года — Министерство государственной безопасности (МГБ). 
2 мая 1992 Госсовет Грузии, пришедший к власти после свержения Гамсахурдиа, расформировал МГБ и учредил Службу информации и разведки (СИР). 
12 октября 1993 года, после поражения в Абхазской войне, глава Грузии Эдуард Шеварднадзе упразднил СИР и воссоздал МГБ.
В 2005 году президент Михаил Саакашвили, пришедший к власти в результате Революции роз вновь упразднил МГБ и на его основе создал Департамент конституционной безопасности (ДКБ) и Специальный оперативный департамент (СОД). Обе структуры были включены в систему МВД.
После поражения Единого национального движения на выборах 2012 новое правительство Бидзины Иванишвили упразднило ДКБ и СОД. На базе ДКБ были созданы агентство безопасности и антикоррупционное агентство в структуре МВД.
В 2015 году парламент Грузии законодательно утвердил реформу МВД, в ходе которой из министерства выводились силовые подразделения. Президент Георгий Маргвелашвили подписал закон об учреждении Службы государственной безопасности (СГБ) как самостоятельного ведомства национальной безопасности.

## Руководители
- Анзор Майсурадзе (30 сентября 1991 — 2 мая 1992, как глава ГДНБ и МГБ)
- Тамаз Нинуа (2 декабря 1991 — 2 мая 1992, как глава МГБ)

Должность упразднена
- Ираклий Батиашвили (2 мая 1992 — 12 октября 1993, как глава СИР)

Должность упразднена
- Игорь Гиоргадзе (12 октября 1993 — 2 сентября 1995, как глава МГБ)
- Шота Квирая (2 сентября 1995 — 30 июня 1997, как глава МГБ)
- Джемал Гахокидзе (30 июня 1997 — 9 февраля 1998, как глава МГБ)
- Вахтанг Кутателадзе (9 февраля 1998 — 31 октября 2001, как глава МГБ)
- Валериан Хабурдзания (31 октября 2001 — 17 февраль 2004, как глава МГБ)
- Зураб Адеишвили (17 февраля 2004 — 7 июня 2004, как глава МГБ)
- Вано Мерабишвили (7 июня 2004 — 18 декабря 2004, как глава МГБ)

Должность упразднена
- Вахтанг Гомелаури (22 июля 2015 — 8 сентября 2019, как и.о главы и глава СГБ)
- Григол Лилуашвили (с 17 октября 2019, как глава СГБ)